# Asphondylia vernoniae
Asphondylia vernoniae är en tvåvingeart som beskrevs av Ephraim Porter Felt 1908. Asphondylia vernoniae ingår i släktet Asphondylia och familjen gallmyggor. Inga underarter finns listade i Catalogue of Life.